# Linkou
Linkou (chinesisch 林口县, Pinyin Línkǒu Xiàn) ist ein Kreis der bezirksfreien Stadt Mudanjiang im Südosten der Provinz Heilongjiang in der Volksrepublik China. Er hat eine Fläche von 6.587 km² und zählt 238.193 Einwohner (Stand: Zensus 2020). Sein Hauptort ist die Großgemeinde Linkou (林口镇).

## Administrative Gliederung
Auf Gemeindeebene setzt sich der Kreis aus acht Großgemeinden und drei Gemeinden zusammen.